# 斯蒂芬·唐納德
斯蒂芬·唐納德（英語：Stephen Donald；1983年12月3日—）是一位新西蘭橄欖球運動員。他是新西蘭國家橄欖球隊的一員，代表新西蘭參加了2011年世界盃橄欖球賽。